# Lepidoleucon inflatum
Lepidoleucon inflatum és una espècie d'esponja calcària (Calcarea), l'única del gènere Lepidoleucon i de la família Lepidoleuconidae. Va ser descrita per Jean Vacelet el 1967.